# هفت برگ
هفت برگ، مازریون (نام علمی: Daphne mezereum) نام یک گونه از سرده دافنه است.

## نگارخانه

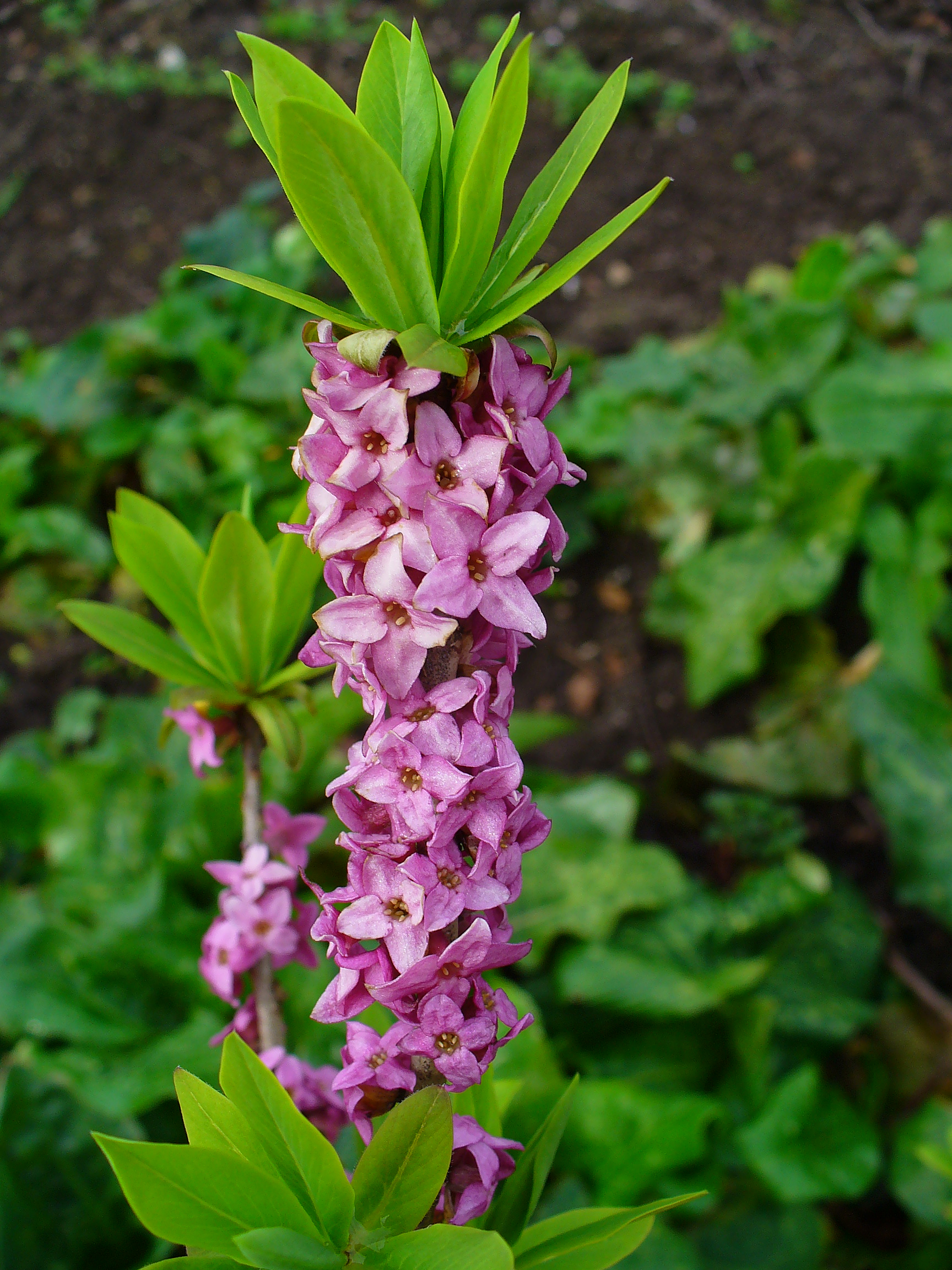
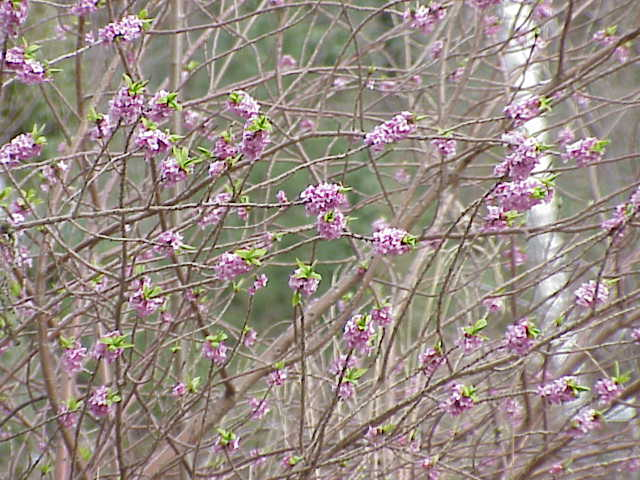
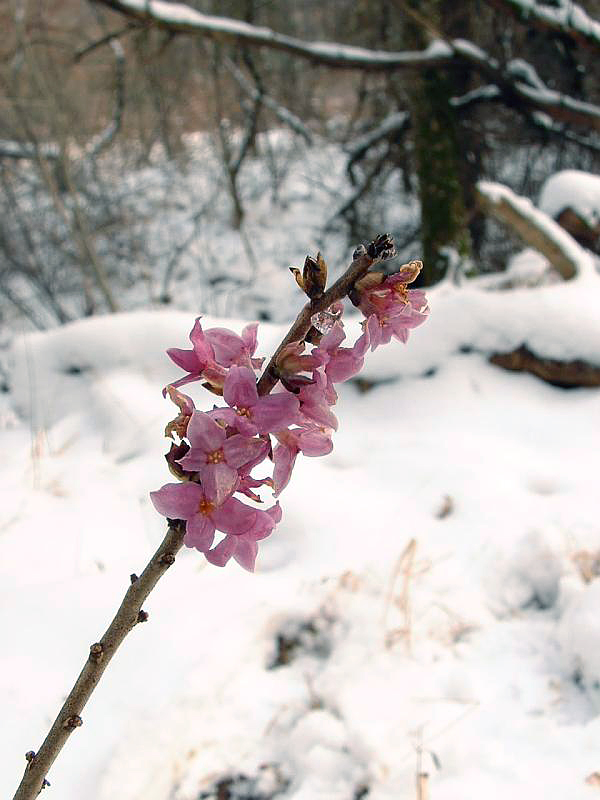
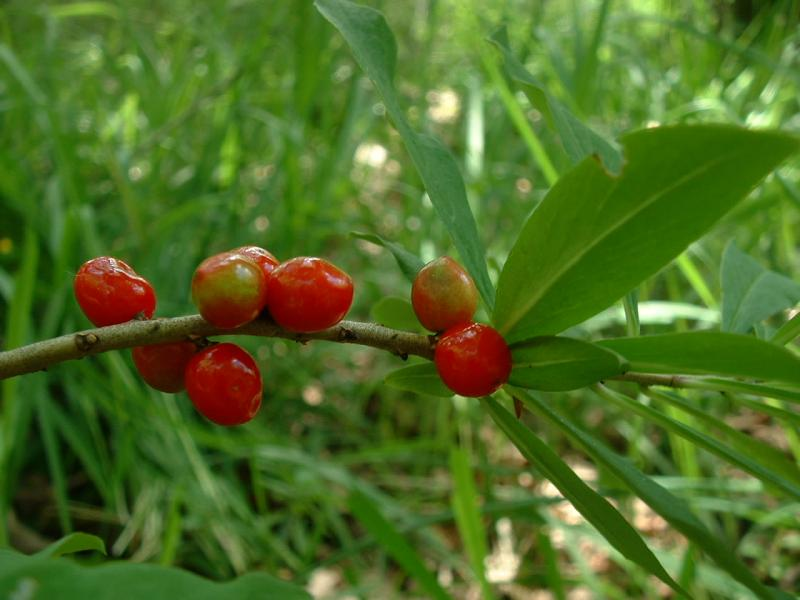